# Die Heiland – Wir sind Anwalt/Episodenliste
Diese Episodenliste enthält alle Episoden der deutschen Fernsehserie Die Heiland – Wir sind Anwalt, sortiert nach der deutschen Erstausstrahlung. Die Serie umfasst vier Staffeln mit 38 ausgestrahlten Episoden.

## Übersicht
| Staffel | Episoden- anzahl | Erstausstrahlung   | Erstausstrahlung  |
| Staffel | Episoden- anzahl | Staffelpremiere    | Staffelfinale     |
| ------- | ---------------- | ------------------ | ----------------- |
| 1       | 6                | 4. September 2018  | 9. Oktober 2018   |
| 2       | 6                | 28. April 2020     | 2. Juni 2020      |
| 3       | 13               | 2. November 2021   | 8. Februar 2022   |
| 4       | 13               | 29. August 2023    | 12. Dezember 2023 |
| 5       | 13               | 16. September 2025 | –                 |

## Staffel 1
| Nr. (ges.) | Nr. (St.) | Originaltitel       | Erstausstrahlung D | Regie            | Drehbuch                                                       | Zuschauer | Marktanteil |
| ---------- | --------- | ------------------- | ------------------ | ---------------- | -------------------------------------------------------------- | --------- | ----------- |
| 1          | 1         | In dubio pro reo    | 4. Sep. 2018       | Christoph Schnee | Jana Burbach, Nikolaus Schulz-Dornburg                         | 4,72 Mio. | 16,7 %      |
| 2          | 2         | Tödliche Tropfen    | 11. Sep. 2018      | Christoph Schnee | Jana Burbach, Nikolaus Schulz-Dornburg                         | 4,22 Mio. | 15,3 %      |
| 3          | 3         | Wenn du mich liebst | 18. Sep. 2018      | Christoph Schnee | Michael Gantenberg                                             | 4,06 Mio. | 14,3 %      |
| 4          | 4         | Verlorene Unschuld  | 25. Sep. 2018      | Bruno Grass      | Jana Burbach, Tamara Sanio, Stefan Barth, Christoph Callenberg | 4,05 Mio. | 13,6 %      |
| 5          | 5         | Tiefer Fall         | 2. Okt. 2018       | Bruno Grass      | Stefan Barth                                                   | 4,00 Mio. | 13,8 %      |
| 6          | 6         | Gefahr im Verzug    | 9. Okt. 2018       | Bruno Grass      | Jana Burbach                                                   | 4,44 Mio. | 15,0 %      |

## Staffel 2
| Nr. (ges.) | Nr. (St.) | Originaltitel          | Erstausstrahlung D | Regie            | Drehbuch                   | Zuschauer | Marktanteil |
| ---------- | --------- | ---------------------- | ------------------ | ---------------- | -------------------------- | --------- | ----------- |
| 7          | 1         | Unter die Haut         | 28. Apr. 2020      | Oliver Dommenget | Aglef Püschel, Catrin Lüth | 5,65 Mio. | 16,0 %      |
| 8          | 2         | Ausgemustert           | 5. Mai 2020        | Oliver Dommenget | Tamara Sanio, Catrin Lüth  | 4,89 Mio. | 14,6 %      |
| 9          | 3         | Der Mann im Wald       | 12. Mai 2020       | Oliver Dommenget | Stefan Barth, Catrin Lüth  | 4,81 Mio. | 14,5 %      |
| 10         | 4         | Tot oder lebendig      | 19. Mai 2020       | Christoph Schnee | Oke Strielow, Stefan Barth | 4,92 Mio. | 16,1 %      |
| 11         | 5         | Die Witwe und das Bild | 26. Mai 2020       | Christoph Schnee | Anne Rabe, Stefan Barth    | 4,64 Mio. | 14,9 %      |
| 12         | 6         | Stunde der Wahrheit    | 2. Juni 2020       | Christoph Schnee | Stefan Barth               | 4,82 Mio. | 16,9 %      |

## Staffel 3
| Nr. (ges.) | Nr. (St.) | Originaltitel             | Erstausstrahlung D | Regie            | Drehbuch                                  | Zuschauer | Marktanteil |
| ---------- | --------- | ------------------------- | ------------------ | ---------------- | ----------------------------------------- | --------- | ----------- |
| 13         | 1         | Ausgeknockt!              | 2. Nov. 2021       | Jan Bauer        | Stefan Barth                              | 4,43 Mio. | 15,4 %      |
| 14         | 2         | Gift im Garten            | 9. Nov. 2021       | Jan Bauer        | Catrin Lüth, Ruth Rehmet, Stefan Barth    | 4,20 Mio. | 14,1 %      |
| 15         | 3         | Der Tyrann                | 16. Nov. 2021      | Jan Bauer        | Aglef Püschel, Stefan Barth, Tamara Sanio | 4,67 Mio. | 15,6 %      |
| 16         | 4         | Dreiste Diebe             | 23. Nov. 2021      | Christoph Schnee | Thomas André Szabó, Tamara Sanio          | 4,27 Mio. | 13,9 %      |
| 17         | 5         | Der unsichtbare Feind     | 30. Nov. 2021      | Christoph Schnee | Andreas Fuhrmann, Nina Blum, Stefan Barth | 4,40 Mio. | 14,6 %      |
| 18         | 6         | 48 Stunden                | 7. Dez. 2021       | Christoph Schnee | Stefan Barth                              | 4,66 Mio. | 15,8 %      |
| 19         | 7         | Die dreibeinige Kuh       | 14. Dez. 2021      | Oliver Dommenget | Stefan Barth                              | 5,44 Mio. | 18,3 %      |
| 20         | 8         | Tod im Schilf             | 21. Dez. 2021      | Oliver Dommenget | Michaela Beck, Tamara Sanio               | 4,75 Mio. | 15,4 %      |
| 21         | 9         | Täter, Opfer, Mieter      | 4. Jan. 2022       | Oliver Dommenget | Lorenz Stassen, Tamara Sanio              | 3,61 Mio. | 11,6 %      |
| 22         | 10        | Die Waffe im Müll         | 11. Jan. 2022      | Oliver Schmitz   | Andreas Fuhrmann, Nina Blum, Stefan Barth | 4,94 Mio. | 15,9 %      |
| 23         | 11        | Rebellenkind              | 25. Jan. 2022      | Oliver Schmitz   | Thomas André Szabó, Tamara Sanio          | 4,67 Mio. | 15,2 %      |
| 24         | 12        | Brandstiftung             | 1. Feb. 2022       | Oliver Schmitz   | Stefan Barth                              | 4,97 Mio. | 16,5 %      |
| 25         | 13        | Schikane einer alten Dame | 8. Feb. 2022       | Oliver Schmitz   | Stefan Barth, Michaela Beck               | 4,99 Mio. | 16,2 %      |

## Staffel 4
| Nr. (ges.) | Nr. (St.) | Originaltitel           | Erstausstrahlung D | Regie            | Drehbuch                         | Zuschauer | Marktanteil |
| ---------- | --------- | ----------------------- | ------------------ | ---------------- | -------------------------------- | --------- | ----------- |
| 26         | 1         | Kleine & große Fische   | 29. Aug. 2023      | Oliver Schmitz   | Stefan Barth                     | 4,05 Mio. | 16,5 %      |
| 27         | 2         | Biggis Blond            | 5. Sep. 2023       | Oliver Schmitz   | Michaela Beck, Tamara Sanio      | 3,79 Mio. | 16,7 %      |
| 28         | 3         | Die Lüge                | 19. Sep. 2023      | Oliver Schmitz   | Thomas André Szabó, Stefan Barth | 3,87 Mio. | 15,9 %      |
| 29         | 4         | Der Egoist              | 26. Sep. 2023      | Oliver Schmitz   | Aglef Püschel, Tamara Sanio      | 4,15 Mio. | 16,0 %      |
| 30         | 5         | Das Testament           | 10. Okt. 2023      | Dirk Pientka     | Antoine Dengler, Tamara Sanio    | 4,50 Mio. | 17,9 %      |
| 31         | 6         | Knochenjob              | 17. Okt. 2023      | Dirk Pientka     | Stefan Barth, Nina Blum          | 4,39 Mio. | 16,6 %      |
| 32         | 7         | Kaltblüter              | 24. Okt. 2023      | Dirk Pientka     | Antoine Dengler, Tamara Sanio    | 4,18 Mio. | 16,4 %      |
| 33         | 8         | Der Stalker             | 31. Okt. 2023      | Oliver Dommenget | Marlene Schwedler, Tamara Sanio  | 4,43 Mio. | 16,8 %      |
| 34         | 9         | Schafe in der Stadt     | 7. Nov. 2023       | Oliver Dommenget | Stefan Barth                     | 4,53 Mio. | 17,6 %      |
| 35         | 10        | Im Rampenlicht          | 14. Nov. 2023      | Oliver Dommenget | Nina Blum, Tamara Sanio          | 4,34 Mio. | 15,8 %      |
| 36         | 11        | Nichts als die Wahrheit | 21. Nov. 2023      | Christoph Schnee | Thomas André Szabó, Tamara Sanio | 4,10 Mio. | 14,6 %      |
| 37         | 12        | Kompromisslos           | 28. Nov. 2023      | Christoph Schnee | Aglef Püschel, Tamara Sanio      | 4,39 Mio. | 16,3 %      |
| 38         | 13        | Die letzte Chance       | 12. Dez. 2023      | Christoph Schnee | Felicitas Sieben, Stefan Barth   | 3,90 Mio. | 14,7 %      |

## Staffel 5
| Nr. (ges.) | Nr. (St.) | Originaltitel           | Erstausstrahlung D | Regie          | Drehbuch                                        | Zuschauer | Marktanteil |
| ---------- | --------- | ----------------------- | ------------------ | -------------- | ----------------------------------------------- | --------- | ----------- |
| 39         | 1         | Erfolg: Alles was zählt | –                  | Oliver Schmitz | Stefan Barth                                    |           |             |
| 40         | 2         | Einsatz außer Plan      | –                  | Oliver Schmitz | Thomas André Szabò, Stefan Barth, Tamara Samino |           |             |